# Forint
Nya Forint (Ft – Magyar forint) är den valuta som används i Ungern. Valutakoden är HUF. En forint delas i hundra fillér (på svenska även filler).
Valutan återinfördes 1946 och ersatte den tidigare pengő som infördes år 1921 och som i sin tur ersatte den ungerska kronan som infördes 1892. Ungern har genom tiderna hamnat under olika överhögheter med varierande valutor, men forint användes redan år 1325 med namnet florentinus under Karl I Robert av Ungern. Valutan har fått sitt namn efter italienska staden Florens där guldmynt under namnet fiorino d’oro (florin) präglades redan år 1252.

## Användning
Valutan ges ut av Magyar Nemzeti Bank - MNB som grundades 1924 och ersatte den tidigare Kungliga Ungerska Statsbanken grundad 1921. Innan dess sköttes finanserna av den gemensamma Österrikisk-Ungerska Banken som grundades 1878. MNB ombildades 2001 och har huvudkontor i Budapest.

## Valörer
- mynt: 5, 10, 20, 50, 100 och 200 forint
- underenhet: används ej, tidigare fillér
- sedlar: 500, 1 000, 2 000, 5 000, 10 000 och 20 000 forint